# Alejandro Fernández Sama
Alejandro Fernández Sama, també conegut com a Álex (Gijón, 24 de maig de 1974) és un exfutbolista asturià, que ocupava la posició de migcampista. Es va retirar a la U. D. Melilla de la Segona divisió B després de quinze anys com a professional.

## Trajectòria
Format al planter de l'Sporting de Gijón, debuta amb el primer equip a la campanya 95/96, però no serà fins dos anys després quan es consolide en el seu si, tot jugant 26 partits amb els asturians. Eixa temporada l'Sporting perd la categoria, i a l'estiu de 1998, el migcampista fitxa pel Deportivo Alavés que li va permetre seguir jugant en la màxima categoria, tot i que només va jugar 75 minuts repartits en quatre partits de la lliga.
El seu següent equip va ser el Granada C. F., tot i que després de jugar la meitat de la temporada 2000-01 en el conjunt de Granada, es va incorporar a la U. D. A. Gramenet en el mercat d'hivern. Allà va aconseguir el campionat del grup 3 de la Segona divisió B i va jugar per primer cop la fase d'ascens a Segona divisió, sense arribar a ascendir de categoria El 2001 el C. D. Logroñés el va fitxar, on s'hi va estar tres temporades i va participar sense èxit en un altre play-off d'ascens a Segona durant la temporada 2002-03.
Després del descens administratiu del Logroñés l'agost de 2004, va tornar a Andalusia per incorporar-se al C. D. Linares. Amb aquest equip va jugar la seva tercera promoció d'ascens a la categoria de plata durant la temporada 2005-06, en la qual van ser eliminats per la U. D. Las Palmas. A la temporada 2006-07 va canviar novament d'equip i va firmar un contracte amb la U. D. Melilla. Allà va jugar les seves últimes quatre temporades com a professional i va abandonar el món del futbol, després de participar per quart cop en una fase d'ascens a Segona divisió.